# Sony BMG Music Entertainment
Sony BMG Music Entertainment — один з найбільших холдингів лейблів звукозапису в музичній індустрії, що входить до Великої четвірки лейблів звукозапису. За даними IFPI станом на 2005 доля цього холдингу на ринку становила близько 21,5 %. 
Виник у серпні 2004 в результаті злиття компаній Sony Music Entertainment (дочірнє підприємство Sony) та Bertelsmann Music Group (BMG) Entertainment у Sony BMG Music Entertainment. Через 4 роки було оголошено, що Sony готова викупити у Bertelsmann її частку в 50 % акцій, і до 1 жовтня 2008 операція завершена, а компанію знову перейменували у Sony Music Entertainment.
Холдінг володіє правами записів таких відомих компаній як Arista Records, Columbia Records, Epic Records, J Records, RCA Victor Records, RCA Records, Legacy Recordings, Sonic Wave America та інших.